# Aurieus Minton
Aurieus Minton, in precedenza Aurieus Adegbesan (Londra, 13 maggio 1993), è un giocatore di football americano tedesco, che gioca come wide receiver per gli Stuttgart Surge.
È fratello maggiore di Darnell Minton, chè è stato suo compagno di squadra ai Surge.

## Palmarès
- 1 Europeo A (2014)
- 3 German Bowl (Schwäbisch Hall Unicorns, 2017, 2018, 2022)